# Plouëc-du-Trieux
Plouëc-du-Trieux (en bretó Ploueg-Pontrev) és un municipi francès, situat a la regió de Bretanya, al departament de Costes del Nord. L'any 2006 tenia 1.165 habitants.

## Demografia
| 1962                                       | 1968  | 1975  | 1982  | 1990  | 1999  |
| ------------------------------------------ | ----- | ----- | ----- | ----- | ----- |
| 1.356                                      | 1.280 | 1.105 | 1.106 | 1.087 | 1.085 |
| Des de 1962: població sense dobles comptes |       |       |       |       |       |

## Administració
| Període   | Identitat        | Partit        |
| --------- | ---------------- | ------------- |
| 1972-1991 | Yves Le Roux     | PS            |
| 1991-2001 | Ivan Guézennec   | PS            |
| 2001-2008 | Claude Jouanny   | Divers gauche |
| 2008-     | Vincent Le Meaux | PS            |